# Alexander Huber
Alexander Huber (Klagenfurt, 25 de julho de 1985) é um jogador de vôlei de praia austríaco.

## Carreira
Alexander Huber representou, ao lado de Robin Seidl, seu país nos Jogos Olímpicos de Verão. Nos Jogos Olímpicos de Verão de 2016, terminando nas oitavas-de-finais.